# Hot Nigga
„Hot Nigga” (również stylizowane na „Hot N*gga”, redagowany dla radia jako „Hot Boy” lub „Hot Ni”) – debiutancki singiel amerykańskiego artysty hip-hopowego Bobby’ego Shmurdy. Został wydany do pobrania cyfrowego 25 lipca 2014 roku przez Epic Records i GS9. Piosenka zawiera produkcję producenta Jahlil Beats, która została pierwotnie wykorzystana przez Lloyda Banksa do jego piosenki z 2012 roku, „Jackpot”. Teledysk zawiera choreografię, która została później nazwana „tańcem Shmoney”. Piosenka i teledysk stały się popularne w 2014 roku wśród użytkowników aplikacji Vine, co doprowadziło do virallowej popularności „tańca Shmoney”. Dodatkowo powstało kilka remiksów piosenki różnych raperów i artystów. Piosenka zadebiutowała na szóstym miejscu na liście US Billboard Hot 100, stając się pierwszym i jedynym singlem artysty w top 10 najlepiej notowanych utworach w Stanach Zjednoczonych. „Hot Nigga” odniósł komercyjny sukces, uzyskując w Stanach Zjednoczonych certyfikat platyny.

## Teledysk
Oficjalny teledysk został przesłany na kanał Vevo Shmurdy na YouTube 1 sierpnia 2014 r. Film powstał wiosną 2014 r. I został pierwotnie przesłany na kanał na YouTube o nazwie Maine Fetti 28 marca 2014 r. Został nagrany w East Flatbush na Brooklynie, teledysk na  kanale Vevo Shmurdy uzyskał ponad 680 milionów wyświetleń na YouTube.

## Remiksy
Wiele różnych raperów nagrało freestyle pod wersję instrumentalną utworu, między innymi: Juicy J, French Montana, Lil 'Kim, Lil Wayne, Gunplay, T.I., Jeezy, Lil Herb, Ace Hood, Shy Glizzy, i Problem.
Wydano dwa oficjalne remiksy. W dniu 29 sierpnia 2014, Shmurda wydał remiks reggae, w którym wystąpił Junior Reid, Mavado, Popcaan i Jah X. Kolejny remiks, w którym wystąpili Fabolous, Chris Brown, Jadakiss, Rowdy Rebel, Busta Rhymes i Yo Gotti został wydany 5 września 2014 roku.

## W kulturze popularnej
Piosenka i teledysk stały się popularne w 2014 roku wśród użytkowników aplikacji Vine, co doprowadziło do popularności memu „Shmoney dance”. Jeden wers z piosenki „About a week ago!” pojawił się w zdecydowanej większości memów i odegrał dużą rolę w rozprzestrzenianiu się piosenki. W lipcu 2014 roku Beyoncé wykonała ów taniec podczas jej trasy koncertowej On the Run. Taniec został również wykonany przez gracza NFL Brandona Gibsona po przyłożeniu.
Drake również zatańczył „Shmoney dance” podczas goszczenia na 2014 ESPY Awards.

## Pozycje na listach
| Lista (2014)                          | pozycja |
| ------------------------------------- | ------- |
| Kanada (Billboard Canadian Hot 100)   | 34      |
| Wielka Brytania (Top 40 R&B Singles)  | 10      |
| Stany Zjednoczone (Hot 100)           | 6       |
| Stany Zjednoczone (R&B/Hip-Hop Songs) | 1       |

| Lista (2014)                          | Pozycja |
| ------------------------------------- | ------- |
| USA Billboard Hot 100                 | 54      |
| USA Hot R&B/Hip-Hop Songs (Billboard) | 14      |

## Certyfikaty
- RIAA (USA): Platyna (1 mln sprzedanych kopii)[27]